# Овчий Брод
Овчий Брод (босн. Ovčiji Brod, букв. «Овечий переход») — Османский каменный арочный мост XVI века через реку Заломка, который находится в деревне Братач, Невесине, Босния и Герцеговина. Это один из шедевров османского мостостроения в Боснии и Герцеговине.

## История
Мост, вероятно, был возведен в шестнадцатом веке или даже позже, но, скорее всего, после того, как в Вишеграде был построен мост Мехмеда-паши Соколовича. Предполагается, что этот мост построил не кто иной, как известный османский архитектор Мимар Хайруддин, который также построил Старый мост в Мостаре. Название моста (Овечий переход) вероятно происходит от пастухов, которые перегоняли свои стада овец через реку по этому мосту.

## Конструкция
Он построен полностью из камня и имеет ширину около трёх метров. Его стройный вид с тремя арками очень похож по внешнему виду и дизайну на мост Мехмеда-паши Соколовича в Вишеграде, но в Овчий Брод не был восстановлен до настоящего времени, в отличие от моста Мехмеда-паши Соколовича. Несмотря на свой возраст и очень незначительную реставрацию, мост все ещё относительно хорошо сохранился и до сих пор используется пастухами и туристами.

## Наследие
Мост Овчии-Брод был объявлен KONS национальным памятником Боснии и Герцеговины на сессии 6 ноября 2016 года. Мост, наряду с некрополем Калуфи Стекак, был номинирован в качестве потенциальных кандидатов на включение в список Всемирного культурного наследия ЮНЕСКО.